# Première Nation de Little Salmon/Carmacks
La Première Nation de Little Salmon/Carmacks est une Première Nation (au sens de « bande indienne ») dont le territoire est situé au centre du Yukon, au Canada, précisément au nord de la capitale Whitehorse. Son centre de population d'origine était Little Salmon, mais la plupart de ses membres vivent de nos jours à Carmacks. Les membres de la Première Nation sont d'ethnie tutchone du Nord et leur langue traditionnelle est le tutchone du Nord. Leur endonyme est Tagé Cho Hudän, le « peuple de la grande rivière », en référence au fleuve Yukon, qui traverse Carmacks.

## Territoire
Le groupe de Tutchones du Nord qui forment de nos jours la Première Nation de Little Salmon/Carmacks habite cette région du Yukon central depuis des milliers d'années. Toutefois, des données historiques permettent d'affirmer que nombre d'entre eux vivaient auparavant sur les lieux de Little Salmon, un ancien village situé à environ 35 kilomètres à l'est de Carmacks sur la Campbell Highway. Ils ont ensuite migré vers Carmacks pour diverses raisons. 

## Politique
La Première Nation signe l'accord sur ses revendications territoriales et sur son auto-gouvernance avec le gouvernement fédéral et le gouvernement du Yukon, le 21 juillet 1997. L'ancien chef Roddy Blackjack est d'ailleurs l'un des concepteurs principaux de cet accord. Celui-ci permet entre autres à la Première Nation de promulguer des lois applicables sur son territoire, d'obtenir la responsabilité de certains services destinés à sa population et d'ériger une constitution.
Au niveau électoral, la Première Nation procède à chaque quatre ans à l'élection d'un chef, d'un vice-chef, de deux conseillers, de deux conseillers issus du clan loup, de deux conseillers issus du clan corbeau, d'un conseiller aîné et d'un conseiller issu de la jeunesse. 
Un ancien chef de la Première Nation, Eric Fairclough, est chef du Nouveau Parti démocratique du Yukon de 2001 à 2002 et est par le fait même chef de l'opposition à l'Assemblée législative du Yukon.

## Traditions
Depuis des temps immémoriaux, les Tutchones du Nord peuplent la région aujourd'hui nommée comme étant celle de Carmacks. Près de la confluence de la rivière Nordenskiold dans le fleuve Yukon, était organisé l'un des plus grands rassemblements commerciaux des Tutchones du Nord et des Tlingits, où les membres de ces deux peuples se rencontraient pour commercer, socialiser et festoyer.  
Durant l'été, de nombreux pièges à poissons étaient installés dans la Nordenskiold afin de se faire des provisions de saumon, qui sera ensuite préparé, séché et entreposé. Les pièges à poissons – qui ont permis de nourrir la population durant des milliers d'années – ne sont de nos jours plus utilisés à des fins de subsistance, mais uniquement comme activité traditionnelle. 